# Nobuhiro Watsuki
Nobuhiro Watsuki (和月 伸宏, Watsuki Nobuhiro, født den 26. maj 1970) er en japansk mangaka, bedst kendt for sine samurai-tema serier Rurouni Kenshin. Han arbejdede tidligere som assistent for kunstneren Takeshi Obata.

## Biografi
Lige siden grundskolen trænede Watsuki kendo og tegnede manga.